# Eremias andersoni
Eremias andersoni este o specie de șopârle din genul Eremias, familia Lacertidae, ordinul Squamata, descrisă de Ilya Sergeevich Darevsky și Szczerbak 1978. A fost clasificată de IUCN ca specie cu risc scăzut. Conform Catalogue of Life specia Eremias andersoni nu are subspecii cunoscute.